# Hetényi Jozefa
Hetényi Jozefa (?, 1826. – Sümeg, 1847. február 12.) színésznő.

## Életútja
Hetényi József színész és Makriovszki Amália leánya. 10 éves korában gyermekszínészként kezdte pályáját apja társulataiban. 1841-től mint naiva szerepelt, Esztergomban, Székesfehérvárott is megfordult rövid pályafutása során. 1844-ben Győrött működött. Ez év december 3-án fellépett a Nemzeti Színházban, az »Örökké« c. vígjátékban Mathilde szerepében. »Érthető beszéd, kellemes szóhang, szép külső s kezdő létére is nem kevés bátorság mind megannyi ajánló tulajdonak« — írja ekkor a »Honderű« 1844. télhó 3-iki száma, 104. oldalán. Halálát idegláz okozta.

## Fontosabb szerepei
- Fáni (Gaál J.: A peleskei nótárius)
- Aranka (Nagy I.: Tisztújítás)
- Predszláva (Szigligeti E.: A trónkereső)